# Топографія терору
«Топографія терору» (нім. Topographie des Terrors) — інформаційно-виставковий центр і музей просто неба в Берліні.
Проект «Топографія терору» існує в Берліні з 1987 року, коли в напівзруйнованих підвалах гестапо, що збереглися від Палацу принца Альбрехта, відкрили виставку про злочини нацистів. У 2010 році для центру побудовано спеціальний будинок. Головна мета — «зробити наочною і доступною інформацію про становлення і злочинні дії режиму націонал-соціалістів». Основна експозиція займає площу понад 800 м2.
Завдяки діям співробітників центру вдалося зберегти відрізок Берлінської стіни. У інформаційно-виставковий центр «Топографія терору» входить документаційний центр «Підневільна праця в період націонал-соціалізму», розташований на території «історичної забудови», що збереглася, — житлових бараків колишнього табору для «осіб підневільної праці Шеневайде GBI-Lager 75/76».
Виникнення центру «Топографія терору», зміна його статусу тісно пов'язані зі змінами ставлення до минулого в німецькому суспільстві — з денацифікацією і «опрацюванням минулого». Директор центру Андреас Нахама говорить: «Наш центр наочно показує структури нацистської держави, його центру зла, показує, як була знищена демократія, як був організований і здійснювався терор».
Щорічно виставку просто неба відвідує понад 500 тис. осіб.

## Фільми
- Schaltzentrale der Hölle. Was passiert mit der «Topographie des Terrors» in Berlin? Dokumentation, Deutschland 2004, 7:08 Min., ZDF-aspekte, 20. Juli 2004
- Dokumentationen des Terrors. Nachrichtensendung, Deutschland 2007, 1:52 Min., Produktion: ZDF-Heute (Fernsehsendung), Erstsendung: 2. November 2007
- «Topographie des Terrors» zeigt Berlin in der NS-Zeit. Nachrichtensendung, Deutschland 2010, 1:22 Min., Regie: Oliver Jarasch, Produktion: Rundfunk Berlin-Brandenburg, Erstsendung: 25. August 2010, Online-Video von tagesschau.de
- «Das Gelände», Langzeitbetrachtung der Ex-Gestapo-Brache von 1987 bis 2013. Dokumentarfilm, Deutschland 2013, 93 Min., Regie: Martin Gressmann, Auszeichnung bei der 66. Berlinale als bester deutscher Dokumentarfilm 2015

## Ресурси Інтернету
- Вікісховище має мультимедійні дані за темою: Топографія терору
- Сайт центру «Топографія терору» (англ.)(нім.)